# Amstrad PCW

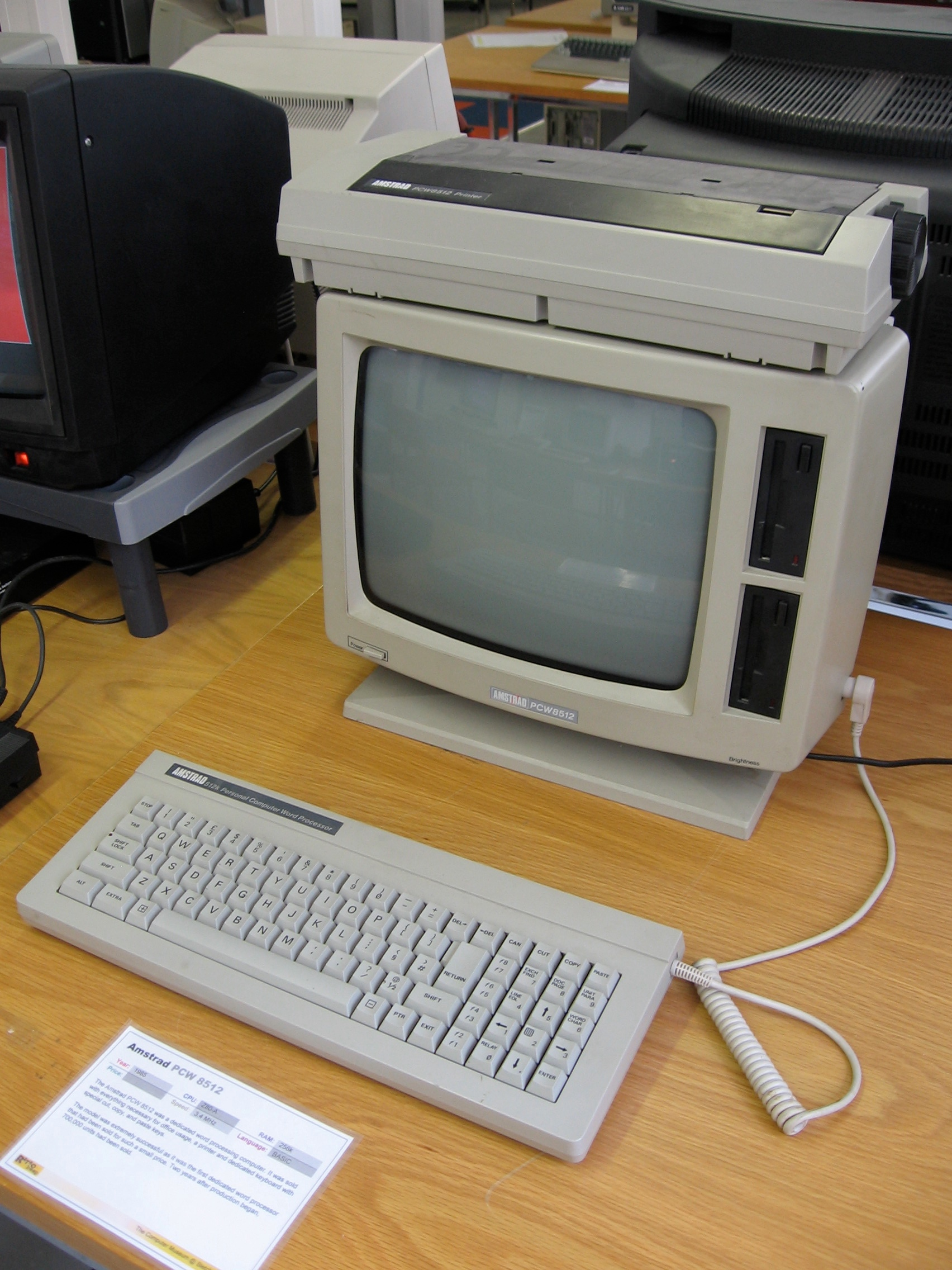
Amstrad PCW

Amstrad PCW è una serie di home computer prodotti dall'azienda britannica Amstrad dal 1985 al 1998. Commercializzati in Europa dalla tedesca Schneider come "Joyce", si distinguevano per le applicazioni pre-installate, tra cui il software di videoscrittura LocoScript. I PCW erano pensati per le attività di ufficio e puntavano sulla competitività del prezzo, rispetto a costosi concorrenti come gli IBM compatibili; la propensione alla grafica e al sonoro era poca, ma vennero comunque pubblicati commercialmente più di 100 videogiochi per PCW.
L'intera linea vendette 8 milioni di esemplari.

## Caratteristiche tecniche

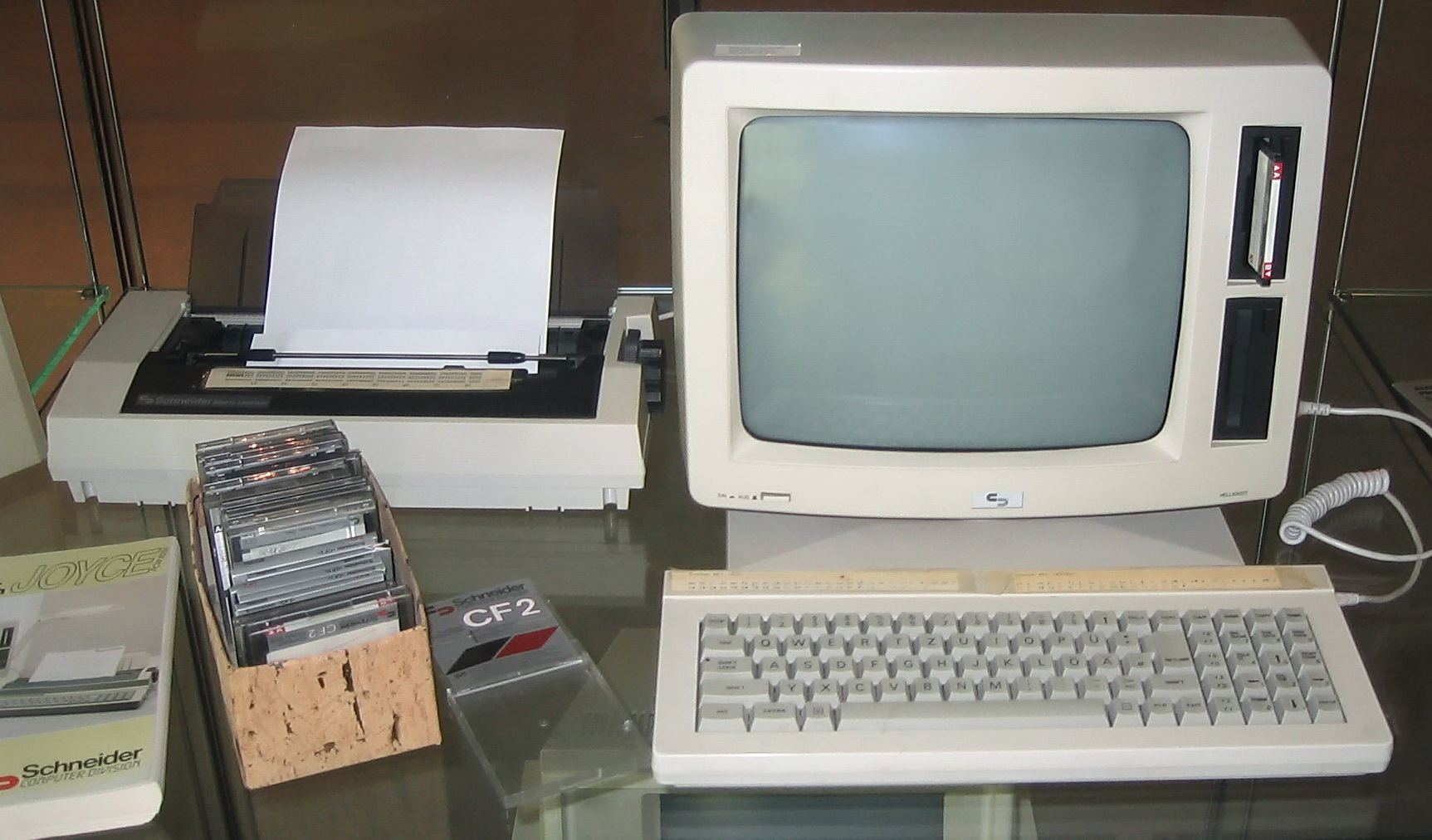
Schneider Joyce

Tutti i modelli sono basati sul processore Zilog Z80 a 8 bit, con frequenza da 3,4 MHz in su, e hanno RAM da 256 kB in su. La circuiteria interna, uno o due lettori di floppy disk (prima da 3", poi da 3,5") e l'alimentatore sono integrati nello stesso blocco del monitor. Si collegano esternamente la tastiera e la stampante, che per tutti i modelli tranne l'ultimo era di serie e inclusa nel prezzo. Il video è soltanto monocromatico, con risoluzione di 90x32 caratteri o 720x256 pixel. Il sistema operativo preinstallato è il CP/M Plus, in tutti i modelli tranne l'ultimo.
L'ultimo modello, il PcW16, venne prodotto dal 1994 al 1998, ha un hardware molto diverso, un proprio SO ed è incompatibile con il software dei PCW precedenti; è ancora basato sul processore Z80, fatto insolito per quei tempi, quando i personal computer erano ormai passati ai 16 e 32 bit.